# یی اوک گی
یی اوک گی (انگلیسی: Yi Eokgi; ۰ سپتامبر ۱۵۶۱ – ۲۷ اوت ۱۵۹۷) پرسنل نظامی اهل پادشاهی چوسان بود.
دریاسالار یی اوک گی متولد سوم سپتامبر ۱۵۶۱ فرمانده ناوگان دریایی ژوئیه شرقی و بعدها فرمانده ناوگان دریایی ژوئیه غربی بود. در سن ۳۲ سالگی با وجود اینکه ۱۵ سال از دریاسالار مشهور یی سون شین جوان تر بود، فرمانده و همراه قابل اعتماد دریاسالار در جنگ هفت ساله با ژاپن شد. او ناوگانی شامل چهل کشتی را در پنج نبرد مختلف به همراه دریاسالاران یی سون شین و وون کیون هدایت کرد و به علت نقش برجسته اش در نابودی یک ناوگان ژاپنی در خلال نبرد هانسان ترفیع یافته و از پادشاه مقام ویژه دریافت کرد.